# Andrzej Boni
Andrzej Boni, właśc. Andrea Giovanni Boni (ur. 28 listopada 1894 w Carrarze, zm. 17 października 1962 w Warszawie) – architekt pochodzenia włoskiego działający w Polsce, specjalizujący się w projektach obiektów sakralnych.

## Życiorys
Absolwent Królewskiej Akademii Sztuk Pięknych w Mediolanie (1918).
Andrzej Boni był autorem wielu planów architektonicznych i wykończeniowych polskich kościołów i kaplic. Do najbardziej znanych z projektowanych przez niego budowli należy Bazylika Najświętszego Serca Jezusowego w Warszawie, która Boniemu zawdzięcza podziemny teatr i sale katechetyczną. Architekt ten był także autorem realizowanego w latach 1933-1940 przy placu Szembeka w Warszawie oraz wzorowanego na tej świątyni kościoła Niepokalanego Serca Najświętszej Maryi Panny w Sokołowie Podlaskim, zbudowanego w latach 1948-1951. Opracował także w 1930 niezrealizowany projekt Świątyni Opatrzności w Warszawie.
Członek oddziału warszawskiego Stowarzyszenia Architektów Polskich.

## Wybrane realizacje
| Rok ukończenia | Obiekt                                                  | Obiekt | Lokalizacja      |       |
| -------------- | ------------------------------------------------------- | ------ | ---------------- | ----- |
| 1931           | Bazylika Najświętszego Serca Jezusowego w Warszawie     |        | Warszawa         | [ 1 ] |
| 1940           | kościół parafii Najczystszego Serca Maryi               |        | Warszawa         | [ 1 ] |
| 1951           | Dyrekcja Państwowego Monopolu Tytoniowego               |        | Warszawa         | [ 1 ] |
| 1983           | Konkatedra Niepokalanego Serca Najświętszej Maryi Panny |        | Sokołów Podlaski | [ 1 ] |